# Dům umění (Mnichov)

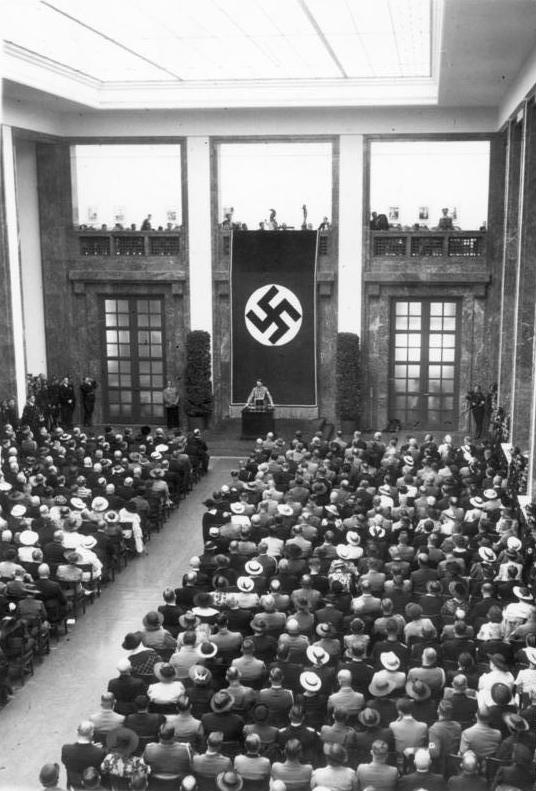
Otevření muzea v roce 1937

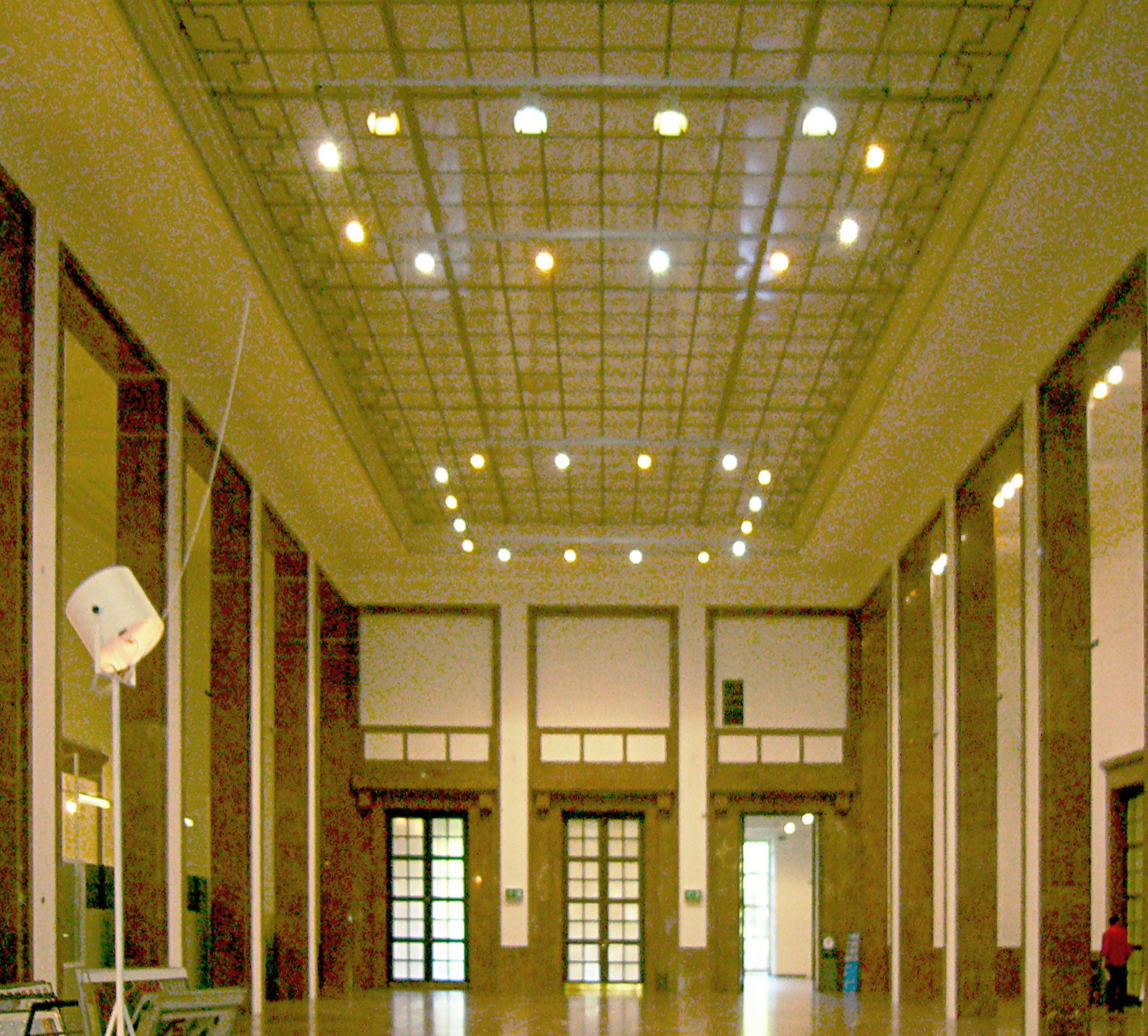
Střední hala

Dům umění (Haus der Kunst) je výstavní síň a galerie v Mnichově, Prinzregentenstrasse, na jižním okraji Anglické zahrady, za bývalou residencí. Nemá své vlastní sbírky, nýbrž slouží různým výstavám..Budova patří bavorskému státu a provozuje ji nadace s významným podílem státu.

## Historie
Když roku 1931 shořel "Skleněný palác" z roku 1854 ve staré botanické zahradě, spojily se mnichovské umělecké spolky, které ho chtěly nahradit novou výstavní budovou. Když roku 1933 nastoupil Adolf Hitler, plány osobně zrušil a rozhodl se vybudovat daleko větší "chrám německého umění" na současném místě. Projekt, na který osobně dohlížel, svěřil osvědčenému architektovi Paulu Ludwigu Troostovi, který už projektoval budovy nacistické strany v Mnichově.
Troost navrhl velmi strohou 175 metrů dlouhou a poměrně nízkou budovu ve stylu krajně zjednodušeného klasicismu s 21 mohutnými kamennými sloupy v průčelí. Také vnitřní prostory jsou geometricky jednoduché, přísně symetrické a s mramorovými obklady působí studeně a tvrdě. Stavbu financovalo konsorcium velkých německých průmyslníků (například von Fink, Bosch, Flick, Siemens, Krupp, von Opel, Sachs a další), kteří ji věnovali Hitlerovi k narozeninám.
Základní kámen byl položen roku 1933. Muzeum zahájilo svou činnost 18. července 1937 za Hitlerovy účasti uspořádáním prvního ročníku Velké výstavy německého umění, která prezentovala národně socialistické umění. O den později byla v královské zahradě (dnešní Divadelní muzeum) otevřena výstava "Zvrhlého umění". Velké výstavy německého umění se pak konaly každoročně s Hitlerovým projevem, od roku 1939 zčásti i jako prodejní. V letech 1956-1997 to byly veletrhy německého umění a starožitností, od roku 1997 však galerie zápasí s finančními problémy a musela svoji činnost omezovat.